# Andreas Hajek
Andreas Hajek (Weißenfels, RDA, 16 de abril de 1968) es un deportista alemán que compitió en remo.
Participó en tres Juegos Olímpicos de Verano, obteniendo en total tres medallas, oro en Barcelona 1992, oro en Atlanta 1996 y bronce en Sídney 2000, en la prueba de cuatro scull.
Ganó nueve medallas en el Campeonato Mundial de Remo entre los años 1986 y 2002.

## Palmarés internacional
| Representando a la RDA   |                               |                   |              |
| Campeonato Mundial       |                               |                   |              |
| Año                      | Lugar                         | Medalla           | Prueba       |
| 1986                     | Nottingham (Reino Unido)      | Medalla de bronce | Doble scull  |
| Representando a Alemania |                               |                   |              |
| Juegos Olímpicos         |                               |                   |              |
| Año                      | Lugar                         | Medalla           | Prueba       |
| 1992                     | Barcelona (España)            | Medalla de oro    | Cuatro scull |
| 1996                     | Atlanta (Estados Unidos)      | Medalla de oro    | Cuatro scull |
| 2000                     | Sídney (Australia)            | Medalla de bronce | Cuatro scull |
| Campeonato Mundial       |                               |                   |              |
| Año                      | Lugar                         | Medalla           | Prueba       |
| 1993                     | Račice (República Checa)      | Medalla de oro    | Cuatro scull |
| 1994                     | Indianápolis (Estados Unidos) | Medalla de bronce | Cuatro scull |
| 1995                     | Tampere (Finlandia)           | Medalla de plata  | Cuatro scull |
| 1997                     | Aiguebelette (Francia)        | Medalla de oro    | Doble scull  |
| 1998                     | Colonia (Alemania)            | Medalla de oro    | Doble scull  |
| 1999                     | St. Catharines (Canadá)       | Medalla de oro    | Cuatro scull |
| 2001                     | Lucerna (Suiza)               | Medalla de oro    | Cuatro scull |
| 2002                     | Sevilla (España)              | Medalla de bronce | Doble scull  |